# Campionato europeo femminile under 21 di pallavolo 2022
Il campionato europeo femminile under 21 di pallavolo 2022 si è svolto dal 12 a 17 luglio 2022 ad Andria e Cerignola, in Italia: al torneo hanno partecipato otto squadre nazionali under 21 europee e la vittoria finale è andata per la prima volta all'Italia.

## Impianti
|                                                                    |                                                                            |  |
|                                                                    |                                                                            |  |
| PalaTatarella Città: Cerignola Capienza: 679 Anno d'apertura: 2019 | Palazzetto dello Sport Città: Andria Capienza: 4 370 Anno d'apertura: 1993 |  |

## Regolamento

### Formula
La formula ha previsto:
- Fase a gironi, disputata con girone all'italiana: le prime due classificate di ogni girone hanno acceduto alla fase finale.
- Fase finale, disputata con semifinali, finale per il terzo posto e finale.

### Criteri di classifica
Se il risultato finale è stato di 3-0 o 3-1 sono stati assegnati 3 punti alla squadra vincente e 0 a quella sconfitta, se il risultato finale è stato di 3-2 sono stati assegnati 2 punti alla squadra vincente e 1 a quella sconfitta.
L'ordine del posizionamento in classifica è stato definito in base a:
- Numero di partite vinte;
- Punti;
- Ratio dei set vinti/persi;
- Ratio dei punti realizzati/subiti;
- Risultati degli scontri diretti.

## Squadre partecipanti
| Squadra   | Qualificazione                            | Ultima partecipazione |
| --------- | ----------------------------------------- | --------------------- |
| Austria   | 1ª al torneo di qualificazione (girone D) | Debutto               |
| Danimarca | 2ª al torneo di qualificazione (girone A) | Debutto               |
| Israele   | 2ª al torneo di qualificazione (girone D) | Debutto               |
| Italia    | Paese organizzatore                       | Debutto               |
| Polonia   | 1ª al torneo di qualificazione (girone B) | Debutto               |
| Serbia    | 1ª al torneo di qualificazione (girone A) | Debutto               |
| Turchia   | 1ª al torneo di qualificazione (girone E) | Debutto               |
| Ucraina   | 2ª al torneo di qualificazione (girone B) | Debutto               |

## Torneo

### Fase a gironi
| Girone I | Girone II |
| -------- | --------- |
| Austria  | Danimarca |
| Italia   | Israele   |
| Serbia   | Polonia   |
| Ucraina  | Turchia   |

#### Girone I

##### Risultati
| 12 luglio 2022 PalaTatarella, Cerignola Durata: 1h:00 - Spettatori: 170 | Austria | 0 - 3 | Serbia  | 10-25, 11-25, 18-25               |
| 12 luglio 2022 PalaTatarella, Cerignola Durata: 1h:42 - Spettatori: 700 | Italia  | 3 - 1 | Ucraina | 25-22, 23-25, 25-14, 25-19        |
| 13 luglio 2022 PalaTatarella, Cerignola Durata: 1h:07 - Spettatori: 100 | Serbia  | 3 - 0 | Ucraina | 25-17, 25-18, 25-17               |
| 13 luglio 2022 PalaTatarella, Cerignola Durata: 1h:08 - Spettatori: 700 | Austria | 0 - 3 | Italia  | 9-25, 14-25, 19-25                |
| 14 luglio 2022 PalaTatarella, Cerignola Durata: 1h:27 - Spettatori: 220 | Ucraina | 3 - 1 | Austria | 25-18, 21-25, 25-15, 25-11        |
| 14 luglio 2022 PalaTatarella, Cerignola Durata: 2h:04 - Spettatori: 700 | Serbia  | 2 - 3 | Italia  | 25-23, 25-13, 17-25, 17-25, 19-21 |

##### Classifica
| Pos. | Squadra | Pt | G | V | P | SV | SP | Ratio | PF  | PS  | Ratio |
| ---- | ------- | -- | - | - | - | -- | -- | ----- | --- | --- | ----- |
| 1.   | Italia  | 8  | 3 | 3 | 0 | 9  | 3  | 3,000 | 280 | 225 | 1,244 |
| 2.   | Serbia  | 7  | 3 | 2 | 1 | 8  | 3  | 2,667 | 253 | 198 | 1,278 |
| 3.   | Ucraina | 3  | 3 | 1 | 2 | 4  | 7  | 0,571 | 228 | 242 | 0,942 |
| 4.   | Austria | 0  | 3 | 0 | 3 | 1  | 9  | 0,111 | 150 | 246 | 0,610 |

      Qualificata alle semifinali.

#### Girone II

##### Risultati
| 12 luglio 2022 Palazzetto dello Sport, Andria Durata: 1h:09 - Spettatori: 100 | Polonia   | 3 - 0 | Danimarca | 25-16, 25-21, 25-12        |
| 12 luglio 2022 Palazzetto dello Sport, Andria Durata: 1h:44 - Spettatori: 125 | Turchia   | 3 - 1 | Israele   | 24-26, 25-17, 25-11, 25-20 |
| 13 luglio 2022 Palazzetto dello Sport, Andria Durata: 1h:19 - Spettatori: 130 | Danimarca | 3 - 0 | Israele   | 25-23, 25-16, 25-21        |
| 13 luglio 2022 Palazzetto dello Sport, Andria Durata: 1h:17 - Spettatori: 135 | Polonia   | 3 - 0 | Turchia   | 25-22, 25-21, 25-20        |
| 14 luglio 2022 Palazzetto dello Sport, Andria Durata: 1h:09 - Spettatori: 85  | Danimarca | 0 - 3 | Turchia   | 12-25, 16-25, 22-25        |
| 14 luglio 2022 Palazzetto dello Sport, Andria Durata: 1h:17 - Spettatori: 150 | Israele   | 0 - 3 | Polonia   | 22-25, 23-25, 18-25        |

##### Classifica
| Pos. | Squadra   | Pt | G | V | P | SV | SP | Ratio | PF  | PS  | Ratio |
| ---- | --------- | -- | - | - | - | -- | -- | ----- | --- | --- | ----- |
| 1.   | Polonia   | 9  | 3 | 3 | 0 | 9  | 0  | 100   | 225 | 175 | 1,286 |
| 2.   | Turchia   | 6  | 3 | 2 | 1 | 6  | 4  | 1,500 | 237 | 199 | 1,191 |
| 3.   | Danimarca | 3  | 3 | 1 | 2 | 3  | 6  | 0,500 | 174 | 210 | 0,829 |
| 4.   | Israele   | 0  | 3 | 0 | 3 | 1  | 9  | 0,111 | 197 | 249 | 0,791 |

      Qualificata alle semifinali.

### Fase finale

#### Finali 1º e 3º posto
|  | Semifinali | Semifinali | Semifinali |                 |    | Finale | Finale  | Finale |
|  |            |            |            |                 |    |        |         |        |
|  | 1I         | Italia     | 3          |                 |    |        |         |        |
|  | 1I         | Italia     | 3          |                 |    |        |         |        |
|  | 2II        | Turchia    | 2          |                 |    |        |         |        |
|  | 2II        | Turchia    | 2          |                 | 1I | Italia | 3       |        |
|  |            |            |            |                 | 1I | Italia | 3       |        |
|  |            |            |            |                 |    | 1II    | Serbia  | 2      |
|  | 1II        | Serbia     | 3          |                 |    | 1II    | Serbia  | 2      |
|  | 1II        | Serbia     | 3          |                 |    |        |         |        |
|  | 2I         | Polonia    | 0          |                 |    |        |         |        |
|  | 2I         | Polonia    | 0          | Finale 3° posto |    |        |         |        |
|  |            |            |            |                 |    |        |         |        |
|  |            |            |            |                 |    | 2I     | Polonia | 2      |
|  |            |            |            |                 |    | 2I     | Polonia | 2      |
|  |            |            |            |                 |    | 2II    | Turchia | 3      |

##### Semifinali
| 16 luglio 2022 PalaTatarella, Cerignola Durata: 1h:12 - Spettatori: 250 | Polonia | 0 - 3 | Serbia  | 21-25, 15-25, 20-25               |
| 16 luglio 2022 PalaTatarella, Cerignola Durata: 2h:08 - Spettatori: 600 | Italia  | 3 - 2 | Turchia | 23-25, 25-17, 25-21, 17-25, 15-12 |

##### Finale 3º posto
| 17 luglio 2022 PalaTatarella, Cerignola Durata: 2h:18 - Spettatori: 380 | Turchia | 3 - 2 | Polonia | 21-25, 25-23, 26-28, 25-21, 15-10 |

##### Finale
| 17 luglio 2022 PalaTatarella, Cerignola Durata: 1h:48 - Spettatori: 700 | Italia | 3 - 2 | Serbia | 17-25, 25-17, 15-25, 25-19, 15-11 |

## Classifica finale
| Pos     | Squadra   | Rosa |
| ------- | --------- | --- |
| Oro     | Italia    | Formazione: 25 Omoruyi, 26 Armini, 27 Cagnin, 28 Diop, 29 Frosini, 31 Graziani, 32 Bartolucci, 33 Marconato, 34 Monza, 35 Nardo, 36 Nwakalor, 47 Bolzonetti, CT: Pieragnoli                                    |
| Argento | Serbia    | Formazione: 1 Tišma, 2 Mandović, 3 Osmajić, 4 Gočanin, 6 Savićević, 8 Grabić, 9 Vrcelj, 10 Cvetković, 11 Taubner, 12 Malešević, 15 Kockarević, 18 Tica, 19 Pakić, 22 Novosel, CT: Boričić                      |
| Bronzo  | Turchia   | Formazione: 2 Hacımustafaoğlu, 3 Adalı, 4 Taşdemir, 5 Bükmen, 6 Özden, 7 Eroktay, 8 Salih, 10 Şengün, 13 S. Aksoy, 15 Kurt, 17 Aygün, 19 Güldenoğlu, 21 Güctekin, 44 K. Aksoy, CT: Doğancı                     |
| 4.      | Polonia   | Formazione: 1 Pierzchała, 4 Leoniak, 5 Borowczak, 7 Lazowska, 8 Stefanik, 9 Janicka, 10 Kecher, 11 Łyduch, 13 Stambrowska, 17 Piasecka, 20 Kuligowska, 21 Skomorowska, 22 Orzoł, 23 Drużkowska, CT: Piekarczyk |
| 5.      | Danimarca | Formazione: 3 Rosenkilde, 4 Olsen, 5 Muharemovic, 7 Brinck, 8 C. Krogh, 9 Hansen, 10 F. Krogh, 12 Dalsgaard, 13 Føns, 18 Lau, 19 Schrøder, 20 Poenaru, CT: Björkman                                            |
| 5.      | Ucraina   | Formazione: 1 Dzjuba, 2 Nud'ha, 3 Sopočeva, 4 Lucenko, 5 Hužva, 6 Vasyl'jeva, 7 Ratij, 8 Horbačenko, 9 Fedyk, 10 Jakuševa, 11 Kučer, 13 Vorotnyčenko, 14 Velykokon', 18 Kaplans'ka, CT: Jakuševa               |
| 7.      | Austria   | Formazione: 1 Holzinger, 2 Trauner, 3 Schuller , 4 Garibovic, 5 Mogg, 7 Brandhofer, 8 Mehlem, 10 Trunner, 11 Hinteregger, 12 Ubiparip, 13 Janka, 14 Mićić, 16 Caria, 18 Bauernfeind, CT: Schwab                |
| 7.      | Israele   | Formazione: 2 Aines, 5 Kabakov , 6 Hakas, 7 Gamanovich, 9 Ganah, 13 Pushkarov, 14 Kimel, 15 Astangelov, 16 Rome, 20 Kopolovich, 21 Segev Virag, 23 Danenberg, CT: Tom                                          |

## Premi individuali
| Premio                 | Nome           | Squadra |
| ---------------------- | -------------- | ------- |
| MVP                    | Emma Cagnin    | Italia  |
| Miglior palleggiatrice | Andrea Tišma   | Serbia  |
| Miglior opposto        | İpar Kurt      | Turchia |
| Miglior schiacciatrice | Branka Tica    | Serbia  |
| Miglior schiacciatrice | Loveth Omoruyi | Italia  |
| Miglior centrale       | Emma Graziani  | Italia  |
| Miglior centrale       | Ana Malešević  | Serbia  |
| Miglior libero         | Gülce Güçtekin | Turchia |

## Statistiche
| Rendimento individuale | Rendimento individuale | Rendimento individuale | Rendimento individuale |
| Pos.                   | Nome                   | Punti                  | Squadra                |
| ---------------------- | ---------------------- | ---------------------- | ---------------------- |
| 1                      | Loveth Omoruyi         | 78                     | Italia                 |
| 2                      | İpar Kurt              | 77                     | Turchia                |
| 3                      | Julita Piasecka        | 73                     | Polonia                |
| 4                      | Melisa Bükmen          | 68                     | Turchia                |
| 4                      | Branka Tica            | 68                     | Serbia                 |

| Attacchi vincenti | Attacchi vincenti | Attacchi vincenti | Attacchi vincenti |
| Pos.              | Nome              | Punti             | Squadra           |
| ----------------- | ----------------- | ----------------- | ----------------- |
| 1                 | Loveth Omoruyi    | 71                | Italia            |
| 2                 | İpar Kurt         | 69                | Turchia           |
| 3                 | Julita Piasecka   | 66                | Polonia           |
| 4                 | Branka Tica       | 59                | Serbia            |
| 5                 | Melisa Bükmen     | 56                | Turchia           |

| Muri vincenti | Muri vincenti  | Muri vincenti | Muri vincenti |
| Pos.          | Nome           | Punti         | Squadra       |
| ------------- | -------------- | ------------- | ------------- |
| 1             | Karmen Aksoy   | 15            | Turchia       |
| 2             | Emma Graziani  | 13            | Italia        |
| 2             | Minja Osmajić  | 13            | Serbia        |
| 4             | Linda Nwakalor | 12            | Italia        |
| 5             | Ana Malešević  | 11            | Serbia        |

| Battute vincenti | Battute vincenti  | Battute vincenti | Battute vincenti |
| Pos.             | Nome              | Punti            | Squadra          |
| ---------------- | ----------------- | ---------------- | ---------------- |
| 1                | Martyna Borowczak | 10               | Polonia          |
| 2                | Melisa Bükmen     | 8                | Turchia          |
| 2                | Emma Graziani     | 8                | Italia           |
| 4                | Martyna Leoniak   | 7                | Polonia          |
| 4                | Ana Malešević     | 7                | Serbia           |